# John Layfield
John Bradshaw Layfield, född 29 november 1966 i Sweetwater i Texas, är en amerikansk fribrottare vars namn ofta förkortades som enbart JBL eller enbart Bradshaw.
Layfield tränades av Brad Rheingas och brottades först i det nu nedlagda förbundet GWF i Texas år 1992. Efter tre och ett halvt år i den ligan fick John Layfield sitt första framträdande i World Wrestling Federation där han debuterade under namnet Justin "Hawk" Bradshaw, år 1995. Layfield vann titelbältet WWE Championship den 27 juni 2004 från Kurt Angle, vilket var hans första större titelbälte. Den 3 april 2005 förlorade JBL bältet till John Cena. 
Layfield gjorde sitt sista stora evenemang under Wrestlemania 25. Där förlorade han sin match mot Rey Mysterio efter bara 21 sekunder. Han förlorade därmed också sitt interkontinentala titelbälte. Efter matchen och förlusten så annonserade han sin pensionering från fribrottningen inför publiken.
JBL har sedan dess kontinuerligt kommenterat evenemang i World Wrestling Entertainment och haft roller framför kameran men utanför ringen.